# Angela Gandra
Angela Vidal Gandra da Silva Martins é uma jurista, advogada e professora universitária brasileira, atual Secretária Municipal de Relações Internacionais de São Paulo e docente da Universidade Presbiteriana Mackenzie. Exerceu o cargo de Secretária Nacional da Família no Ministério da Mulher, da Família e dos Direitos Humanos de 2019 a 2022. 
É membro da Academia Brasileira de Filosofia e da Academia Paulista de Letras Jurídicas.
É filha do também advogado e professor Ives Gandra Martins e irmã do ministro do Tribunal Superior do Trabalho Ives Gandra Filho. Sobrinha do pianista e maestro João Carlos Martins e do pianista e professor José Eduardo Martins.

## Carreira
Angela Gandra Martins formou-se em Direito pela Universidade de São Paulo (USP) em 1983. Concluiu o mestrado em 2012 e o doutorado em 2016, ambos pela Universidade Federal do Rio Grande do Sul (UFRGS). Concluiu seu Pós Doutorado na Universidade Mackenzie.
Em 2018, tomou posse na Academia Paulista de Letras Jurídicas, sucedendo a acadêmica Regina Todelo Damião na cadeira de n° 46. Também é membro da Academia Brasileira de Filosofia, na qual ocupa a cadeira n° 36.
Em janeiro de 2019, foi nomeada para exercer o cargo de Secretária Nacional da Família no Ministério da Mulher, da Família e dos Direitos Humanos. Angela Martins havia chamado a atenção da titular da pasta, a ministra Damares Alves, em agosto de 2018, ao fazer, em audiência pública no Supremo Tribunal Federal, sustentação contrária à descriminalização da interrupção da gravidez até a 12ª semana de gestação, como representante da União dos Juristas Católicos de São Paulo. Sua família possui vínculo com a prelazia Opus Dei.
Ao final da gestão, encerrou seu período como secretária da família em 31 de dezembro de 2022.
Em janeiro de 2025, foi nomeada para o cargo de Secretária Municipal de Relações Internacionais de São Paulo pelo prefeito Ricardo Nunes.

## Publicações

### Livros
- Antropologia Filosófica e Direito: Um confronto entre Lon Fuller e Richard Posner. São Paulo: Noeses, 2017
- A Moralidade do Direito como Condição de Liberdade em Lon Fuller. Porto Alegre: Lex / Magister, 2012

### Capítulos de livros
- Justiça Econômica: um diálogo entre o capitalismo democrático de Michael Novak e a Economia Colaborativa de Jeremy Rifkin in Justiça Economica e Social. São Paulo: Noeses, 2017.
- A proteção ou a projeção da maior idade: uma breve análise antropológico-jurídica in Familia e Pessoa: uma questão de princípios. São Paulo: YK Editora, 2018.
- Fundamentos da Advocacia e da Democracia à Luz da Filosofia do Direito in A Importância do Direito de Defesa para a Democracia e a Cidadania. São Paulo: OAB Editora, 2017.
- Breves Reflexões sobre a Reciprocidade no Sistema Tributário Brasileiro in CTN 50 anos com Eficácia de Lei complementar (1967-2017). São Paulo: Conselho Superior de Direito FECOMERCIO, 2017.
- Grafeno Innovación, Derecho y Economia. PREFACIO. Barcelona/São Paulo: Bosch Editor/Mackenzie, 2017.
- Arbitragem e Mediação: uma breve reflexão antropológico-filosófica in Métodos Extrajudiciais de Resolução de Conflitos Empresariais. São Paulo: Sage/IOB, 2017.
- Imigração, Identidade e Integração: uma breve análise antropológica. Em "Refugiados, imigrantes e igualdade de pessoas". São Paulo: Ed. Quartier Latin, 2017.
- The Importance of Anthropological Knowledge in Management Education Regarding Sustainability (Capítulo VI) In Handbook of Sustainability in Management Education – In Search of a Multidisciplinary, Innovative and Integrated Approach – Edited by Jorge Arevalo – Shelley F. Mitchell – Northampton: Elgar Publishers, 2017
- Breves Considerações sobre o Recurso de Apelação no Novo CPC. Em Impactos do Novo CPC no Direito Tributário. São Paulo: IOB / SAGE, 2016
- Direito e Filosofia (Apresentação do Livro e Primeiro Capítulo) em Direito, Economia e Política. Ives Gandra da Silva Martins: 80 anos do humanista. São Paulo: IASP, 2015.
- Fundamentos do Estado de Direito em Lon Fuller (Anuário de Direito Constitucional Latino Americano 2014 – 20º ano). Fundación Konrad Adenauer - Colômbia - 14/04/141
- A moralidade interna do Direito e das relações de trabalho: uma possível proposta Em Os Pilares do Direito do Trabalho. Coordenação: Ives Gandra Martins Filho, Nelson Mannrich e Ney Prado. São Paulo: Lex Magister, 2013.
- Moralidade e Liberdade nas Despesas Públicas Em Tratado de Direito Financeiro, vol. II. Coordenação de Gilmar Ferreira Mendes, Ives Gandra da Silva Martins e Carlos Valder Nascimento - 2013.
- A Ordem Social Justa como o fim da Lei e o objetivo de um juiz em Javier Hervada Em A Efetividade do Direito e do Processo do Trabalho. Coordenação: Carlos Araújo, Ives Gandra Martins Filho, Maurício Godinho Delgado e Ney Prado, São Paulo: Elsevier, 2010.

### Artigos científicos
- Liberdade de Expressão, Liberdade Acadêmica e Ideologia sob a ótica de Tocqueville - Revista Justiça e Cidadania - julho/ 2018 - Rio de Janeiro: Editora JC, 2018.
- Verdade e Mentiras nos regimes políticos sob a perspectiva arendtiana - Revista Justiça e Cidadania – maio/2017 – Rio de Janeiro: Editora JC, 2017
- Naming Rights Agreements - Revista Magister de Direito Empresarial, Concorrencial e do Consumidor - Ano IX - Edição 54 (dez / jan / 2014)
- Les Misérables: entre lei e liberdade - Encontros entre Direito e Literatura III - poesia, linguagem e música. Porto Alegre: EdiPUCRS, 2016.
- Teoria Geral de Contratos na Pós Modernidade - Revista Magister de Direito Empresarial, Concorrencial e do Consumidor, Ano VII, vol. 37. Porto Alegre: Ed. Magister, 2011.
- Contribuição e liberdade sindical - Suplemento Trabalhista LTR, Ano XXII n. 59/86, São Paulo: Ed. LTR, 1986.

### Artigos recentes na mídia
- Reflexões sobre a COVID-19 - O São Paulo - abril/2020
- Por que Secretaria da Família? - Folha de S.Paulo - março/2019
- Educação Familiar Já! - Gazeta do Povo - dezembro/2019
- Pós Verdade, Fake News, Propostas e Realidade - Migalhas outubro/2018
- Dar a cada um a vida que é devida - Migalhas - setembro/2018
- Pelo Estado Democrático de Direito, Pela Vida e Pela Mulher - Migalhas - agosto/2018
- Racionalidade Jurídica à moda da Casa - O Estado de São Paulo - Maio/18
- A Vida Humana em Leilão: um Bravo a Stephen Hawking - Folha de S.Paulo - abril/2018
- Celebrando o Dia da Mulher - O São Paulo - março/2018
- Sexualidade humana e o jogo do amor - O São Paulo - setembro/2017
- Por uma geração millenium divergente - O São Paulo - abril/2017